# Borneoorangutang
Borneoorangutang (Pongo pygmaeus), av malajiska orang-utan, skogsmänniska, är en människoapa som lever i regnskogen på Borneo. Den har orangebrun, ganska lång päls och långa armar. 

## Utseende
Orangutangerna är de mest trädlevande av människoaporna. De tillbringar nästan hela sin tid i träden och gör ett nytt bo i träden varje kväll. Vuxna hanar är omkring 97 cm långa och väger mellan 60 och 90 kg. Honorna är omkring 78 cm långa och väger mellan 40 och 50 kg.
Välfödda orangutanger utvecklar vid cirka fyra års ålder en uppblåst dubbelhaka där denna lagrar aminosyror så att de skall kunna behålla och reparera muskelvävnad även under svälttider. Detta är unikt för orangutangen. Därför är orangutanger det djur som kan få störst dubbelhaka i förhållande till sin kropp.

## Ekologi
Individerna klättrar främst i träd och vistas sällan på marken. De äter främst frukter som kompletteras med några blad, unga växtskott, bark och blommor. En flock bildas av två eller fler vuxna honor och av deras ungar men den har sällan mer än 6 medlemmar. Hannar som blev könsmogna lever ensam. Flockar och ensam levande exemplar har inga avgränsade revir.
Arten skriker bara när den känner sig hotad. Annars förekommer bara ljud som skapas med läpparna eller med tänderna som skrapas mot varandra. Borneoorangutang bygger ett näste av grenar och kvistar innan den sover.

## Fortplantning
Orangutangen blir könsmogen vid mellan 8 och 10 år. Parningstiden förekommer året runt. Dräktighetstiden varar mellan 260 och 270 dagar. Honan föder oftast bara en unge men kan ibland få tvillingar, även om det är väldigt sällsynt. Ungen börjar cirka fyra månader efter födelsen med fast föda och efter ungefär tre år slutar honan helt med digivning. Den äldsta individen i fångenskap blev uppskattningsvis 51 år gammal.

## Systematik
Borneoorangutang delas av Wilson & Reeder (2005) och IUCN i tre underarter:
- Pongo pygmaeus pygmaeus på nordvästra Borneo
- Pongo pygmaeus morio på nordöstra och östra Borneo
- Pongo pygmaeus wurmbii på sydvästra Borneo, samt

Fram till början av 2000-talet räknades även Sumatraorangutang (Pongo abelii) som underart till Pongo pygmaeus. Uppdelningen i två arter godkändes i flera olika studier, t.ex. av Groves 2001, Brandon-Jones et al. 2004 och Singleton et al. 2004.

## Hot och status
Orangutangen är starkt utrotningshotad, främst på grund av att dess naturliga biotop, regnskogen, och dess livsmiljö håller på att försvinna på grund av skogsavverkning och skogsbränder. Mycket av avverkningen är olaglig då den sker i nationalparker. Ett annat stort problem är olagligt infångande av orangutangungar för försäljning som husdjur. Enligt IUCN:s uppskattning från 2007 finns cirka 50 000 orangutanger kvar i vilt tillstånd. IUCN uppskattar att hela populationen minskar med över 82 procent mellan 1950 och 2025 (tre generationer) och listar arten som akut hotad (CR).
Förutom människan har arten inga fiender. Enligt en teori kan ungar falla offer för trädleoparden men det finns inga bevis för påståendet.